# Crack intro

Um outro Crack intro do Razor 1911 no jogo Grand Theft Auto IV.

O crack intro (abreviado cracktro), crack loader, ou apenas intro, é uma pequena introdução adicionada por um software cracker, designado a informar ao usuário qual grupo (ou individuo) foi responsável por quebra da proteção anticópia. O crack intro apareceu pela primeira vez na década de 1980.
A primeira aparição ocorreu no Apple II e depois no ZX Spectrum, Commodore 64 e Amstrad CPC e os jogos foram distribuídos ao redor do mundo via sistema Bulletin Board Systems (BBS) e por cópias em disquetes.
Inicialmente as intros eram consideradas simples mensagens, mas elas cresceram progressivamente mais complexas já que eles se tornaram um meio de demonstrar a superioridade de um grupo Cracker. As cracks intros tornaram-se mais sofisticadas em sistemas mais avançados, tais como o Macintosh II, Commodore Amiga, e Atari ST.
Grupos de crackers usam as introduções não apenas para ganhar crédito por crackear o jogo, mas para anunciar seus BBSes, amigos, cumprimentar e ganhar reconhecimento. De mensagens vulgares à ameaças de violência contra as empresas de software ou membros de algum grupo cracker rival.